# Ẹ
Ẹ, ẹ (E с точкой снизу) — буква расширенной латиницы. Используется в паннигерийском алфавите языков йоруба и эдо, где обозначает неогубленный гласный переднего ряда средне-нижнего подъёма [ɛ]. Также используется в языке лиллуэт. 
Использовалась в фонотипическом алфавите, где имела заглавную форму .
Во вьетнамской письменности обозначает звук [ɛ] (который обозначается буквой E) с резко нисходящим тоном.